# Čaradice
Čaradice (allemand : Tharaditz, hongrois : Csárad) est un village de Slovaquie situé dans la région de Nitra.

## Histoire
Première mention écrite du village en 1209.

## Démographie

### Évolution de la population
| Année:               | 1994. | 2004.   | 2014.   | 2024.   |
| -------------------- | ----- | ------- | ------- | ------- |
| Nombre de personnes: | 555   | 517     | 515     | 545     |
| Différence:          |       | -6,84 % | -0,38 % | +5,82 % |

| Année:               | 2023. | 2024.   |
| -------------------- | ----- | ------- |
| Nombre de personnes: | 534   | 545     |
| Différence:          |       | +2,05 % |